# Dveře do vesmíru
Dveře do vesmíru (v anglickém originále The Alternative Factor) je 27. díl první řady seriálu Star Trek. Premiéra epizody proběhla 30. března 1967.

## Příběh
Hvězdného data 3087.6 se kosmická loď USS Enterprise (NCC-1701) vedená kapitánem Jamesem Tiberius Kirkem setkává s neznámým jevem, který vědecký důstojník Spock klasifikuje jako "neexistenci". Senzory zaznamenávají na blízké planetě živou bytost, která tam předtím nebyla. Na povrchu se kapitán Kirk a pan Spock opravdu setkávají s vyčerpaným mužem, který se jmenuje Lazar. Po ošetření tvrdí, že jej pronásleduje samotné zlo, které označuje za samotnou smrt a antiživot.
Kirk, Spock a Lazar se vydávají opět na planetu, kde Spock tvrdí, že na povrchu jsou sami a proto je Lazar lhář. V tom momentě ale opět přichází prapodivná bouře a Lazar se s nepřítelem opět utkává v souboji v jiné dimenzi. Doktor McCoy upozorňuje kapitána, že Lazarovi záhadně zmizelo zranění na čele a je tedy možné, že jde o jinou bytost. Lazar se mezitím nechtěně opět dostává do souboje s nepřítelem z paralelního vesmíru. Když jej najdou, jizvu už na čele nemá. Kirk a Spock posléze dochází k závěru, že není jeden Lazar, ale dva. Vzájemně k sobě jsou jako hmota a antihmota a když se setkají v nepravou chvíli nastane totální anihilace. Ať už kterýkoliv, jeden z Lazarů se neustále snaží získat krystaly dilithia, které pohání Enterprise. Když se Kirk snaží Lazara zastavit, sám se na okamžik dostává do jiné dimenze. Po přechodu do jiného vesmíru se setkává s dobrým Lazarem, který mu objasňuje, že potřeboval jejich krystaly, aby mohl projít do druhé dimenze. Jeho cílem je tento průchod uzavřít a tím znemožnit propojení dvou vesmírů a tedy i zničení všeho při nesprávném spojení. Lazar prosí Kirka, aby se vrátil do své reality a tam prostrčil zlého Lazara dveřmi jeho lodě a tu pak zničil. Kirk jej upozorňuje, že tak zůstane hodný Lazar zaklíněn v nekonečném souboji s tím špatným, ale provede podle jeho přání.
Enterprise pak opouští orbitu planety.